# Upplands runinskrifter 112

Runorna på sida A av U112, uppställda på rad.

Runorna på sida B av U112, uppställda på rad.

Upplands runinskrifter 112 består av två runristningar i ett flyttblock utmed Kyrkstigen i Ed söder om Upplands-Väsby i Uppland. Stenen är en så kallad greklandssten.

## Runblocket
Flyttblocket är 5 meter brett, 3-4 meter djupt och 3 meter högt. Omkretsen är cirka 18 meter. Det finns en ristning på blockets västra sida som är 190 cm meter hög och 90 cm bred. Den andra slingan som är ristad åt söder är 190 cm hög och 110 cm bred. Runorna i de båda slingorna är ungefär 8 cm höga. Båda drakslingorna hör ihop och är proffsigt ornerade i Urnesstil: Pr4, vilket daterar dem till 1000-talets senare hälft, eller 1100-talets början.
Stenen som varit känd länge har bland annat besökts, beskrivits och tolkats av 1500-talets runologer: Johannes Bureus och Martin Aschaneus. Enligt Martin Aschaneus kallades stenen för Konungsstenen av folket i trakten. Den går också under benämningen "Flyttblocket i Ed".
Upphovsmannen var ledare för Väringagardet, en elitstyrka som tjänade hos den bysantinske kejsaren. När han återvänt till hemgården i Ed lät han skapa minnesmärket efter Fastvi, sin moder. 
Stenblocket är ristad på två sidor, här markerade A och B. Inskriften lyder i översättning:

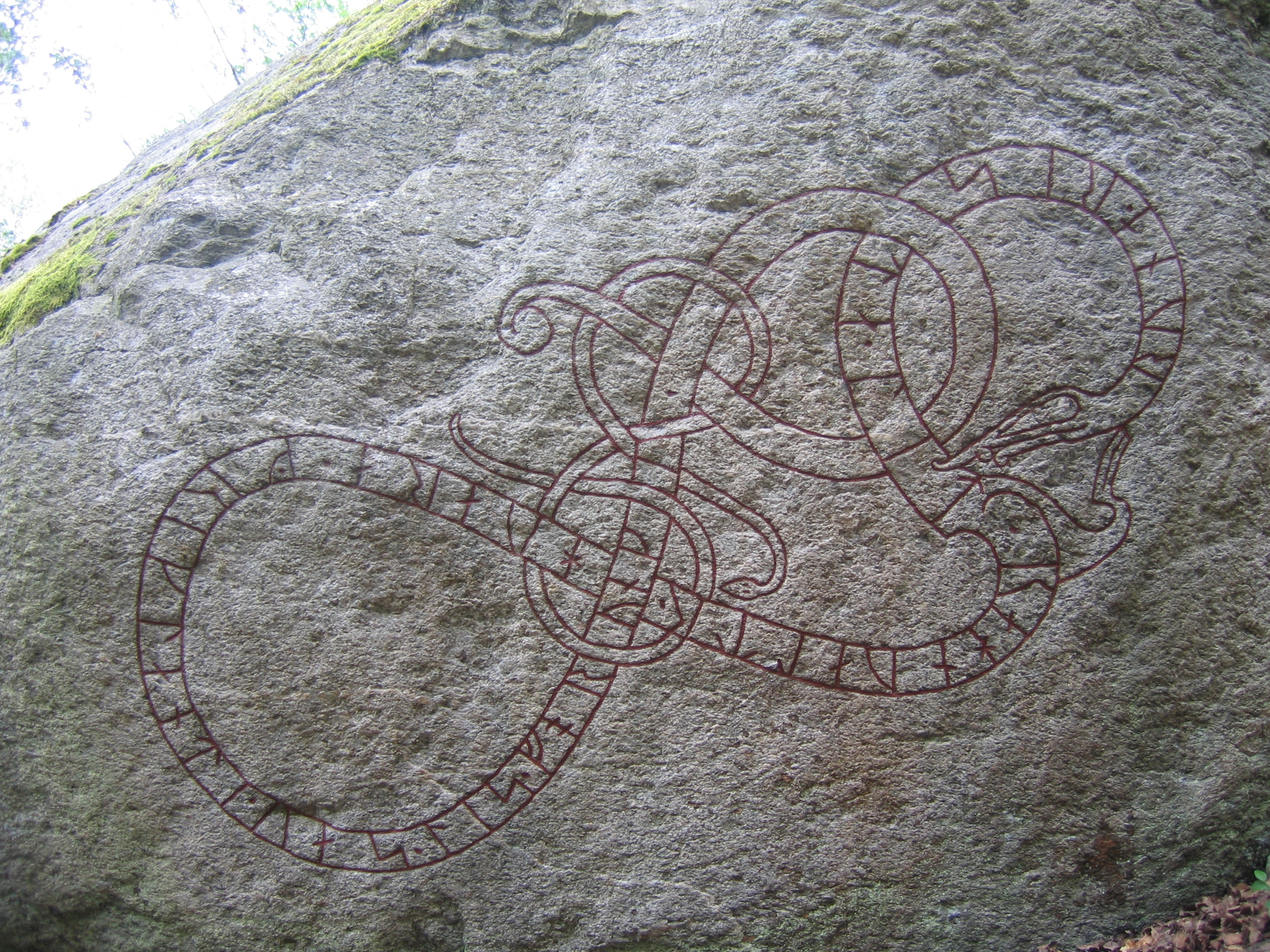
Sida B av runsten U 112.

## Inskriften
Translitterering av runraden:
§A · rahnualtr · lit · rista · runar · efʀ · fastui · moþur · sina · onems · totʀ · to i · aiþi · kuþ hialbi · ant · hena · 
§B runa · rista · lit · rahnualtr · huar a × griklanti · uas · lis · forunki ·
Normalisering till runsvenska:
§A ʀagnvaldr let rista runaʀ æftiʀ Fastvi, moður sina, Onæms dottiʀ, do i Æiði. Guð hialpi and hænnaʀ. 
§B ʀunaʀ rista let ʀagnvaldr. Vaʀ a Grikklandi, vas liðs forungi.
Översättning till nusvenska:
§A Ragnvald lät rista runorna efter Fastvi sin moder, Önams dotter, hon dog i Ed. Gud hjälpe hennes ande. 
§B Runorna lät Ragnvald rista. Han var i Grekland, han var krigarföljets hövding.